# オタカル2世 (ボヘミア王)

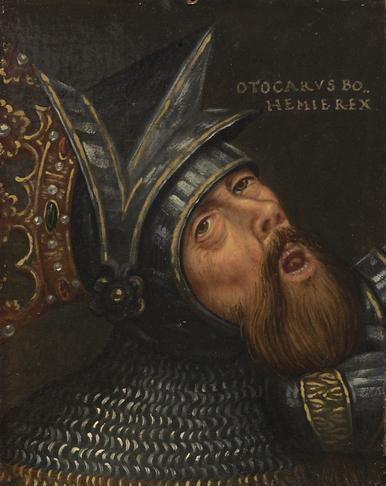
オタカル2世（16世紀）

オタカル2世（Přemysl Otakar II., 1230年? - 1278年8月26日）は、プシェミスル朝のボヘミア王（在位：1253年 - 1278年）、オーストリア公（在位：1251年 - 1278年）。ヴァーツラフ1世とローマ王フィリップの娘クニグンデの次男。ボヘミア王とポーランド王も兼ねたヴァーツラフ2世の父。大空位時代にローマ王に選ばれたカスティーリャ王アルフォンソ10世は母方の従弟に当たる。ドイツ語名Ottokar、ハンガリー語名Ottokárから、オットカール2世とも呼ばれる。
オーストリアを統治するバーベンベルク家の断絶後、オタカルは彼らの統治下にあったオーストリア、シュタイアーマルクを獲得する。東方においてはドイツ騎士団の征服事業を支援し、東プロイセンに勢力を拡大した。1273年に神聖ローマ皇帝に選出されたハプスブルク家のルドルフ1世と対立し、1278年にマルヒフェルトの戦いでルドルフ1世に敗れ、落命した。
オタカルはオーストリアの重要な支配者の一人として挙げられるが、彼の死後に書かれた年代記には偉大さとともに傲慢な人格も記される。それらの年代記は、19世紀の劇作家フランツ・グリルパルツァーのオタカル像にも影響を与えた。

## 生涯

### 若年期
1247年末、オタカルは下級の貴族に擁立され、父ヴァーツラフ1世に対して反乱を起こす。反乱の背景にはヴァーツラフに不満を抱く貴族の思惑、神聖ローマ皇帝とローマ教皇の対立の影響が存在していたと考えられている。オタカルは一度はヴァーツラフをマイセンに放逐するが、1249年に首都プラハに帰還したヴァーツラフによって反乱軍は打ち破られる。ヴァーツラフによって捕らえられたオタカルは監禁されるが、間もなく叔母アネシュカの仲裁によって親子は和解し、オタカルは釈放される。
他方オーストリアでは、1246年にバーベンベルク家出身のオーストリア公フリードリヒ2世が戦死した後、バーベンベルク家の男子継承者が断絶していた。バーベンベルク家の2人の公女マルガレーテとゲルトルートにも公位の継承権が認められており、多くの公位請求者が2人に求婚した。1246年にオタカルの兄ヴラディスラフはゲルトルートと結婚するが、翌1247年にヴラディスラフは没する。領内の安定を求めるオーストリアの貴族はヴラディスラフの弟であるオタカルをオーストリアに招き、1252年2月にオタカルは20歳以上年上のマルガレーテと結婚する。

### オーストリア支配
ゲルトルートはハンガリー王族であるルテニア侯ローマン・フォン・ハリチと再婚し、オタカルはゲルトルートを通してオーストリアに干渉するハンガリーと交戦した。1254年に教皇インノケンティウス4世の仲裁によってオーフェン（ブダ）の和約でボヘミア、ハンガリーは和約を結び、ボヘミアはトラウンガウとピッテン、ハンガリーはシュタイアーマルクを獲得した。戦後オタカルは領内にラント平和令を発して領内の安定を図るが、次第に貴族に干渉し、教会、都市を優遇するようになっていく。13世紀末のチェコでは君主が自由に課税できる特別所領（直轄領）と、領邦集会の同意を経たうえで課税できる一般所領の区別がされ、特別所領に含まれる都市は重要な収入源となる。歴史研究家のフィアラはオタカルの治世に建設されたと思われる28の都市を列挙し、他のプシェミスル家の君主の時代よりも都市の建設が盛んに行われたことを指摘している。ウィーンを領邦司教区に昇格させる、バーベンベルク時代から続けられていた運動にオタカルも一時期は駆り立てられたが、やがて昇格を断念する。
また、オタカルは1250年代にドイツ騎士団によるザーレラント進出を支援する。1255年に騎士団はプロイセン人がトゥワングステと呼んでいた土地に城砦を建て、騎士団はオタカルに敬意を表して「王の要塞」を意味するケーニヒスベルク（カリーニングラード）と城砦に命名した。ドイツから希望者を募ってチェコ国内の開拓に従事させる東方殖民はオタカルの時代に一つのピークを迎えるが、チェコの住民はドイツ人の入植に反感を抱いていた。殖民事業による耕作地の拡大、鉱山の開発によって増した国力を背景として、オタカルはドイツのライン川右岸地域における国王代理に任命される。
1259年、オタカルはザルツブルク大司教の地位を巡る争いに介入し、ハンガリーの支援を受けていたゼッカウ司教ウルリヒを破る。ザルツブルクでの紛争のさなかにシュタイアーマルクの貴族はハンガリーの支配から逃れるためにオタカルを頼り、彼らの要請に応えたオタカルは軍隊を派遣してシュタイアーマルクの蜂起を援護する。1260年のクレッセンブルンの戦いでオタカルはハンガリー軍に勝利し、翌1261年のウィーンの和議でシュタイアーマルクはオタカルの支配下に入る。

### ルドルフ1世との戦い

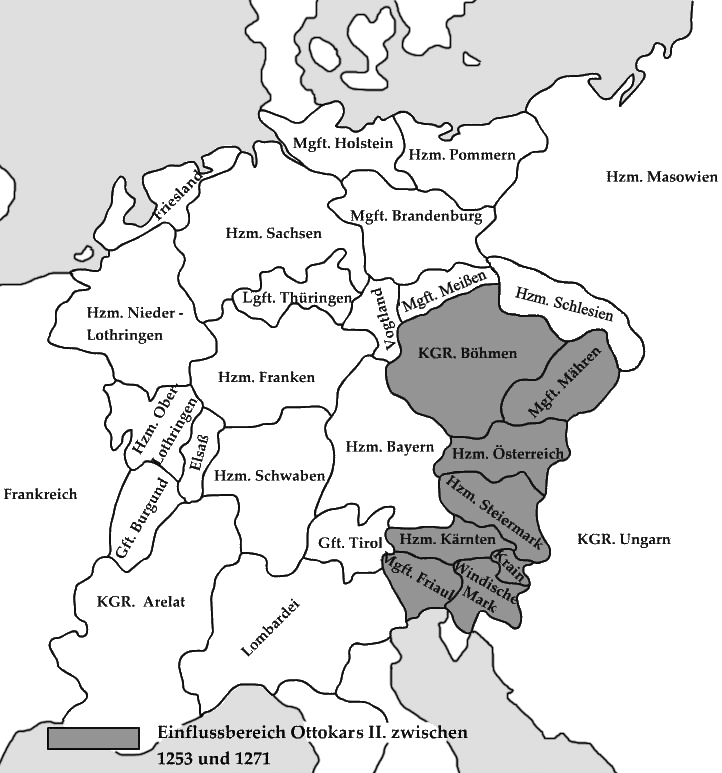
1253年から1271年までのオタカル2世の領土

大空位時代を迎えた神聖ローマ帝国において、オタカルはローマ王の選挙に積極的に関与し、中心的な役割を果たした。まもなく七選帝侯によってローマ王が選出される体制が確立されるが、選帝侯の中にボヘミア王が含まれていたのはオタカルの活躍に帰する点が大きいと考えられている。1262年には皇帝候補の一人コーンウォール伯リチャードにバーベンベルク家の所領を授封するが、これは当時の法慣例から外れた行為だった。
オタカルは懐妊が期待できないマルガレーテとの結婚を解消し、ハンガリーの王女クニグンデ（クンフタ）と再婚した。オーストリアの貴族は自己の権利の強化を求め、またボヘミア人やモラヴィア人がオーストリア、特にシュタイアーマルクの要職を占めている状況に不満を抱いていた。1265年にオタカルはオーストリアの混乱期に無許可で建てられた城壁を破壊する。オタカルはオーストリアの貴族がズデーテン地方の貴族と同盟していると見なして彼らに攻撃を加え、1268年に多数のシュタイアーマルクの貴族を逮捕した。1272年にオタカルはフリウリ総督に就任し、ボヘミア王国はズデーテンからアドリア海に広がる支配権を有するようになる。
1273年にフランクフルトでローマ王選挙が開かれるが、会議の場にオタカルの姿は無かった。野心的なオタカルを忌避する他の諸侯はハプスブルク家のルドルフ1世をローマ王に選ぶが、オタカルはルドルフの選出に強く反対し、ルドルフ1世を「貧乏伯」と小ばかにした。
ルドルフ1世はオタカルの領土拡大を不法なものだと非難し、ライン宮中伯ルートヴィヒは、オタカルに世襲地であるボヘミア、モラヴィアの受領、オーストリア、シュタイアーマルク、ケルンテンの帝国への返還を求める訴えを起こした。ニュルンベルクでの帝国裁判への出廷の拒否、領土の授封の申請を怠ったことを理由として、1274年11月にオタカルは帝国追放処分を下される。さらに1276年6月には重追放処分が下され、これまでオタカルを支持していたオーストリアの貴族もルドルフの側に傾き始める。また、教皇庁の態度、托鉢修道士による宣伝は民衆の感情を反オタカルの側に揺り動かしたが、オタカルは反対派の行動に厳罰をもって対抗する。
ドイツ国王軍と同盟軍がオーストリアに進軍すると、オーストリアの貴族と都市の大部分は降伏し、オタカルは不戦降伏を決意する。オタカルはルドルフ1世にオーストリアとエーガーの放棄を約束し、ボヘミアとモラヴィアの授封を承認した。しかし、依然多くの支持者を擁するオタカルは領地の引渡しを拒否し、ニーダーバイエルンのハインリヒらの貴族、一部のウィーン市民はルドルフ1世に反抗した。また、オタカルの降伏とともにプシェミスル家とハプスブルク家の婚姻が計画されていたが、帝国追放令が解除された後に婚姻の計画はオタカルによって破棄される。オタカルとルドルフは双方とも軍隊を召集し、オタカルの元にはボヘミア、モラヴィアだけでなくブランデンブルク、シレジア、テューリンゲンポーランドからの軍勢も加わった。
1278年8月26日にオーストリア東部でボヘミア軍とドイツ軍が交戦するが、ルドルフ1世の配置した伏兵によってボヘミア軍は敗北する（マルヒフェルトの戦い）。敗走中、オタカルはかつて処刑したマーレンベルク家の郎党と思われる人間に捕らえられ、撲殺された。戦後、オタカルの娘アネシュカ（アグネス）とルドルフ1世の子ルドルフ、息子ヴァーツラフとルドルフ1世の娘グータ（ユッタ）の結婚が取り決められた。

## 子女
1252年、オーストリア公レオポルト6世の娘マルガレーテと結婚したが、1261年に離婚した。マルガレーテとの間に子は無かった。
同年、スラヴォニア公ロスチスラフ（キエフ大公ミハイル2世の子）の娘で、ハンガリー王ベーラ4世の孫娘にあたるクンフタ・ウヘルスカーと再婚、3人の子を儲けた。
1. クンフタ（1265年 - 1321年）
2. アネシュカ（1269年 - 1296年） - アグネスとも呼ばれる。ハプスブルク家のオーストリア大公ルドルフ2世に嫁ぎ、ヨーハン・パリツィーダを産む。
3. ヴァーツラフ（1271年 - 1305年）